# Capri-Napoli (2020)
L'edizione numero 55 della gara di nuoto Capri-Napoli si è svolta il 6 settembre 2020, con partenza da Capri alle ore 10:15.
Oltre alla gara ufficiale, c'è stata la partecipazione di una staffetta fuori gara formata da Gregorio Paltrinieri, Domenico Acerenza, Martina Grimaldi, Simone Ercoli, Giulia Gabbrielleschi, Martina De Memme, Vittorio Abete, Roberto Pasquini e Giuseppe Spatola.
Il tempo della vincitrice, Arianna Bridi, è il nuovo record della manifestazione, che ha battuto il record precedente del kazako Vitalij Khudyakov, che fece la traversata in 6h 11' 27" (record poi battuto dai primi 7 arrivati della gara). 

## Classifica finale[1]
| Classifica | Atleta             | Nazione            | Tempo        | Classifica per sesso |
| 1°         | Arianna Bridi      | Italia             | 6h 04' 26"   | 1ª donne             |
| 2°         | Ana Marcela Cunha  | Brasile            | 6h 04' 27"   | 2ª donne             |
| 3°         | Marcel Schouten    | Paesi Bassi        | 6h 05′ 07"   | 1° uomini            |
| 4°         | Matteo Furlan      | Italia             | 6h 05′ 08".0 | 2° uomini            |
| 5°         | Alessio Occhipinti | Italia             | 6h 05′ 08".2 | 3° uomini            |
| 6°         | Francesco Ghettini | Italia             | 6h 05′ 08".2 | 4° uomini            |
| 7°         | Allan Do Carmo     | Brasile            | 6h 06' 55"   | 5° uomini            |
| 8°         | Edoardo Stochino   | Italia             | 6h 31′ 06″   | 6° uomini            |
| 9°         | Evgenij Pop Acev   | Macedonia del Nord | 6h 32′ 40″   | 7° uomini            |
| 10°        | Caroline Jouisse   | Francia            | 6h 33′ 45″   | 3ª donne             |
| 11°        | Barbara Pozzobon   | Italia             | 6h 48' 06"   | 4ª donne             |
| 12°        | Lara Gherardini    | Italia             | 7h 48' 39"   | 5ª donne             |